# Woolacombe
Koordinaten: 51° 10′ N, 4° 12′ W
Woolacombe ist ein Seebad von ca. 1000 Einwohnern mit einem fast 6 km langen Sandstrand an der Nordküste der englischen Grafschaft Devon südwestlich von Ilfracombe zwischen Mortehoe und Saunton.

## Geografie und Landschaft

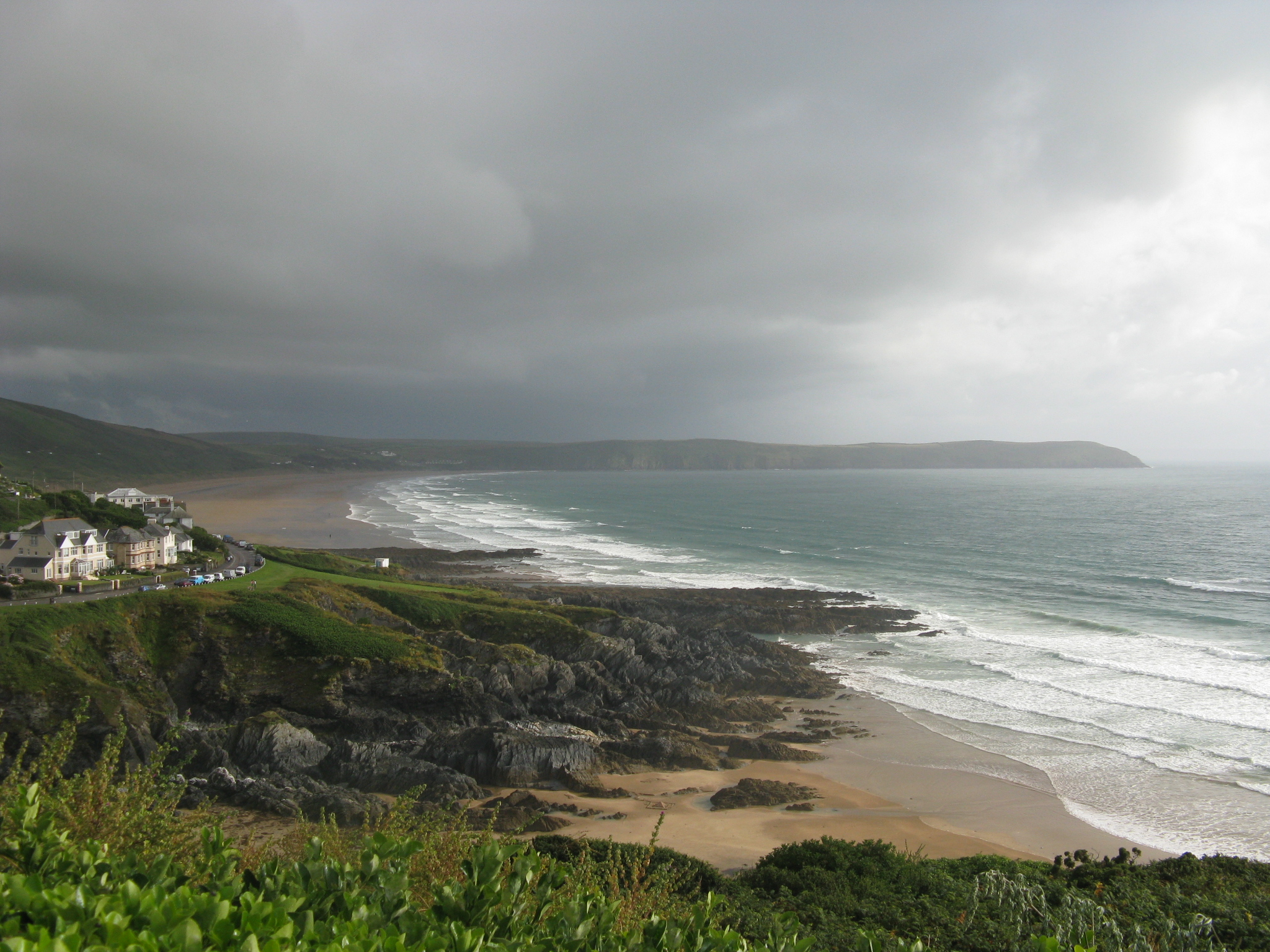
Woolacombe mit Strand und der Halbinsel Baggy Point, gesehen vom Castle Hill (Mortehoe)

Der Ort liegt in einem breiten Taleinschnitt zwischen den tückischen Felsen des Morte Point, die seit dem Mittelalter Schiffbrüchigen zum Verhängnis wurden, im Norden und der Klippen-Halbinsel Baggy Point im Süden.
Die Küstenlandschaft um Mortehoe und Woolacombe wurde 1949 von Rosalie Chichester dem National Trust vermacht. Die 2006 eingerichtete britische Umweltbehörde Natural England hat sie als Area of Outstanding Natural Beauty unter ihrem besonderen Schutz.
Hinter den Stränden liegen die Dünenlandschaft der Woolacombe Warren und ausgedehnte Heideflächen; auf diesem Linksland gab es vor dem Zweiten Weltkrieg einen 18-Loch-Golfplatz. Hinter den Links erstrecken sich durch hohe Hecken voneinander abgegrenzte Schafweiden.
Woolacombe verfügt insgesamt über drei Strände:
- Den ca. 5 km langen Hauptstrand Woolacombe Sands, der in der Hauptsaison so gut besucht ist, dass die Parkkapazitäten des Ortes regelmäßig überlastet sind;
- die kleinen ruhigen Sandbuchten Barricane Beach and Coombesgate Beach nördlich des Ortes zwischen Felsen mit Rock Pools zum Baden bei Ebbe;
- die Putsborough Sands westlich an die Woolacombe Sands anschließend, die vor allem von Surfern genutzt werden; der Strand zieht sich bis unterhalb des Baggy Points, an dem häufig Seehunde anzutreffen sind.

## Geschichte
Im Domesday Book ist der Taleinschnitt als Wolnecoma (mutmaßlich "Wolfstal") erwähnt; von einer Besiedlung ist nicht die Rede.
Noch im 19. Jahrhundert ist nicht mehr als eine zum Pfarrbezirk Mortehoe gehörige Farm nachgewiesen.
Zum Ferienort entwickelte sich die Talmündung erst mit der Anbindung Mortehoes an die 1874 gebaute Eisenbahnlinie von Ilfracombe nach Barnstaple (Ilfracombe Branch Line); obwohl die Bahnstation fast 4 km sowohl vom Zentrum Mortehoes als auch von den Woolacombe Sands entfernt lag, wurde die Zugänglichkeit des Gebiets für Gäste hiermit im Vergleich zu vorher sehr erleichtert.
Es entstanden Wochenend-Familienunterkünfte, Versorgungseinrichtungen, Pubs, Geschäfte und Sportanlagen.
Im Zweiten Weltkrieg war Woolacombe Trainingslager von US-Truppen für den D-Day. Zu diesem Zwecke musste der Golfplatz in den Woolacombe Warrens aufgegeben werden.
In der Mitte des 20. Jahrhunderts revitalisierte sich der Tourismus. Es entstanden neue Hotels, Bed-and-Breakfast-Unterkünfte, ein Campingplatz, mehrere Surfschulen, ein Reitstall und eine Bahnengolf-Anlage (crazy golf course).

## Infrastruktur, Tourismus, Sport
Die Eisenbahnstrecke Ilfracombe Branch Line wurde 1970 stillgelegt; die Bahnstation beherbergte bis 2005 den Kinder-Freizeitpark Once Upon a Time.
Für den Autoverkehr ist Woolacombe durch die B 3343 an North Devons urbane Zentren Ilfracombe, Braunton und Barnstaple angebunden. Es besteht auch eine Busverbindung, an die über eine einspurige Nebenstrecke auch Mortehoe angeschlossen ist.
Durch den Ort – unterhalb der Esplanade – verläuft der South West Coast Path, der mit 1014 km längste markierte Fernwanderweg Großbritanniens; dieser fällt hier zusammen mit dem Tarka Trail, einem weiteren, rund 290 km langen Fernwanderweg durch Devons Binnenland, Moore und Küsten mit dem Logo des tierischen Protagonisten im Roman von Henry Williamson.
Auch Wanderreiten im Bereich der Woolacombe Sands ist möglich.